# Малиновский, Василий Тимофеевич
Василий Тимофеевич Малиновский (11 июля 1920 — 13 июня 1997) — советский военнослужащий, участник Великой Отечественной войны, Герой Советского Союза, помощник командира батареи по технической части 1893-го самоходного артиллерийского полка (6-й гвардейский Киевско-Берлинский танковый корпус, 3-я гвардейская танковая армия, 1-й Украинский фронт), техник-лейтенант.

## Биография
Родился 11 июля 1920 года в посёлке Дубовая Роща ныне Александровского района Ставропольского края.
В июле 1941 года был призван в Красную Армию и направлен в военное училище. Летом 1942 года окончил ускоренный курс Сталинградского танкового училища, получил звание техника-лейтенанта.
Во время рейда на город Фастов (Киевская область), когда был убит командир одной из самоходок, возглавил экипаж. 6 ноября 1943 года его САУ в числе первых ворвалась в город Фастов. В бою за город, отражая контратаки противника, экипаж под командованием Василия Малиновского уничтожил несколько танков и много солдат и офицеров противника.
Указом Президиума Верховного Совета СССР «О присвоении звания Героя Советского Союза генералам, офицерскому, сержантскому и рядовому составу Красной Армии» от 10 января 1944 года за «образцовое выполнение боевых заданий командования на фронте борьбы с немецко-фашистскими захватчиками и проявленные при этом отвагу и геройство» удостоен звания Героя Советского Союза с вручением ордена Ленина и медали «Золотая Звезда».
После войны продолжил службу в армии. Уволился из армии в 1974 году в звании полковника.
Жил в Санкт-Петербурге. Скончался 13 июня 1997 года. Похоронен на Серафимовском кладбище (41 уч.).